# Лос Гатос
Лос Гатос (на английски: Los Gatos) е град в окръг Санта Клара в Района на Санфранциския залив, щата Калифорния, Съединените американски щати.

## География
Намира се в Силициевата долина. Има обща площ от 28 кв. км (10,8 кв. мили).
Населението на Лос Гатос е 28 592 души (2000).

## Известни личности
Родени в Лос Гатос
- Рос Макдоналд (1915 – 1983), писател

Починали в Лос Гатос
- Робърт Холи (1922 – 1993), биохимик
- Айрис Чан (1968 – 2004), писателка